# A Town Where You Live
A Town Where You Live (君のいる町, Kimi no Iru Machi) est un manga de Kōji Seo. Il a été prépublié entre mai 2008 et février 2014 dans le magazine Weekly Shōnen Magazine publié par Kōdansha et a été compilé en un total de 27 tomes.
 L'intégrale de la série a été éditée en version française par Pika Édition entre mars 2011 et mai 2018.
Une adaptation en série télévisée d'animation de douze épisodes a été diffusée entre juillet et septembre 2013. Quatre OAV ont également vu le jour.

## Synopsis
Haruto Kirishima est un adolescent qui écoule des jours paisibles dans une petite ville de province du Japon. Sa vie est chamboulée le jour où Yuzuki Eba, la fille d’un ami de son père vivant jusqu’alors à Tokyo, s’installe sous leur toit pour les prochaines années de lycée. Haruto n’apprécie guère l’arrivée de cette inconnue dans sa maison – et son lycée – et est bien décidé à la maintenir à l’écart de sa vie. Malheureusement pour lui, alors qu’il fait visiter le lycée à Yuzuki, ils croisent Nanami Kanzaki (dont-il est secrètement amoureux) et cherche à tout prix à éviter afin qu’elle ne se fasse de fausses idées sur la relation qu’il pourrait entretenir avec Yuzuki.

## Personnages

### Personnages principaux
Haruto Kirishima (桐島 青大, Kirishima Haruto), 16 ans, originaire d'Hiroshima.
C'est le personnage principal du manga. Lors de sa 1re année au lycée, il fera la connaissance de Yuzuki, fille de l'ami de son père, qui vient emménager chez lui. Même si leur relation est tendue à son arrivée, celle-ci va se développer tout au long du manga. Il est amoureux de Nanami depuis le primaire. Il a une grande sœur, Aoi Kirishima, qui habite Tokyo et va à l'université dans cette même ville. Ses meilleurs amis sont Yura Takeshi et Kaga Akari, qu'il connait depuis le primaire. C'est une personne avec un grand sens des responsabilités, gentil et toujours présent pour aider ses camarades. C'est aussi un très bon cuisinier.
Yuzuki Eba (枝葉 柚希, Eba Yuzuki), 16 ans, originaire de Tokyo, venant d'emménager chez Haruto pour ses années de lycée.
C'est une personne chaleureuse et intelligente qui a beaucoup de succès. Elle est également très maladroite, ce qui va inciter Haruto à devenir son ange gardien et va les rapprocher. Elle fait partie du club de Tennis avec Akari. Malgré son sourire, elle garde un secret qui est à l'origine de son départ de Tokyo. Elle a un demi-frère et une demi-sœur avec qui les relations sont compliquées.
Nanami Kanzaki (神咲 七海, Kanzaki Nanami), 16 ans, 1re année au lycée d'Hiroshima.
Elle est la sœur de Narumi, capitaine de l'équipe de baseball, qui la forcera à rejoindre son club en tant que manager. C'est la fille dont Haruto est amoureux depuis la primaire. C'est une personne gentille et appréciée par son entourage.
Mishima Asuka (御島 明日香, Mishima Asuka)16 ans 1 année à Tokyo.
Elle est la voisine de la sœur d'Haruto à Tokyo et camarade de classe de Kyōsuke. Elle s'inquiète initialement de la relation triangulaire entre Haruto, Kyōsuke et Yuzuki, avant de ressentir des sentiments amoureux pour Haruto.
Takashi Yura (由良 尊, Yura Takashi), 16 ans, 1re année au lycée d'Hiroshima.
Il est le meilleur ami de Haruto et de Akari. Ils se connaissent depuis la primaire. Il ne cesse de se disputer avec Akari pour de multiples raisons. Ses seuls centres d'intérêt sont les filles et pêcher le Ayu en été. Il est toujours malade en transport, ce qui lui vaut des moqueries de ses amis.
Akari Kaga (加賀 月, Kaga Akari), 16 ans, 1re année au lycée d'Hiroshima.
Elle est la meilleure amie de Haruto et Takashi depuis son arrivée en classe primaire alors que son origine métisse (père russe) lui donna des difficultés à s'intégrer. Elle fait partie du club de Tennis avec Yuzuki.

### Personnages secondaires
Kazama Kyōsuke (風間 恭輔, Kazama Kyōsuke)16 ans 1 année à Tokyo.
Camarade de classe d'Haruto et Asuka à Tokyo, il est atteint d'une maladie mortelle mais qu'une opération pourrait guérir en cas de succès. Amoureux de Yuzuki depuis le collège, il lui demande d'être sa petite amie lorsqu'elle revient d'Hiroshima.
Rin Eba (枝葉 凛, Eba Rin), 15 ans, 3e année au collège de Tokyo.
Elle est la demi-sœur de Yuzuki. Elle est très proche de son frère, ce qui va provoquer chez elle une grande jalousie envers Yuzuki. Même si au premier abord elle parait perfide et sournoise, c'est une personne attachante mais qui aime bien semer la zizanie entre les gens, ce qui causera pas mal de soucis à Haruto.
Kiyomi Asakura (浅倉 清美, Kiyomi Asakura)16 ans 1 année à Tokyo.
Elle est l'amie d'enfance de Kyōsuke et secrètement amoureuse de lui. Elle s'associe avec Haruto pour tenter de séparer Kyōsuke et Yuzuki.
Narumi Kanzaki (神咲 成海, Kanzaki Narumi), 18 ans, 3e année au lycée d'Hiroshima.
Il est le grand frère de Nanami et le capitaine du club de baseball. C'est quelqu'un qui prend le baseball au sérieux et ne supporte pas ceux qui sèchent les entrainements. Il va très vite éprouver des sentiments envers Yuzuki.

## Manga
La série a débuté le 28 mai 2008 dans le magazine Weekly Shōnen Magazine publié par Kōdansha, et le premier volume relié est sorti le 12 août 2008. Le dernier chapitre est publié le 12 février 2014 et le vingt-septième et dernier tome est sorti le 17 mars 2014. Une guidebook officiel est sorti le 16 août 2013.
La version française est éditée par Pika Édition depuis mars 2011. En octobre 2013, Crunchyroll annonce un partenariat avec Kōdansha pour publier la série en version numérique dans plus de 170 pays.

### Liste des volumes
| no | Japonais          | Japonais          | Français          | Français          |
| no | Date de sortie    | ISBN              | Date de sortie    | ISBN              |
| --- | ----------------- | ----------------- | ----------------- | ----------------- |
| 1 | 12 août 2008      | 978-4-06-384029-2 | 2 mars 2011       | 978-2-8116-0436-3 |
| Liste des chapitres : - Chapitre 1 : Quand les cerisiers fleurissent - Chapitre 2 : Sérieux ?! Elle n'en porte pas ?! - Chapitre 3 : Attends-moi au convini - Chapitre 4 : Tu n'as qu'à tomber amoureux de moi - Chapitre 5 : À propos du bain mixte, je plaisantais - Chapitre 6 : Un baiser inattendu - Chapitre 7 : Sans Haruto - Chapitre 8 : Juste tous les deux |                   |                   |                   |                   |
| 2 | 17 octobre 2008   | 978-4-06-384055-1 | 4 mai 2011        | 978-2-8116-0464-6 |
| Liste des chapitres : - Chapitre 9 : Un gros malentendu - Chapitre 10 : Déclaration de guerre - Chapitre 11 : L'amour d'Akari - Chapitre 12 : Le double rendez-vous galant - Chapitre 13 : Après les cours - Chapitre 14 : Seul avec qui ? - Chapitre 15 : Je ne m'arrête plus ! - Chapitre 16 : Ce n'est pas bien de fuir - Chapitre 17 : Le cœur sincère - Chapitre 18 : Rester de simples amis |                   |                   |                   |                   |
| 3 | 16 janvier 2009   | 978-4-06-384090-2 | 6 juillet 2011    | 978-2-8116-0497-4 |
| Liste des chapitres : - Chapitre 19 : La ville où tu étais - Chapitre 20 : Fêtons la venue de ma sœur - Chapitre 21 : La réponse au message - Chapitre 22 : Une Yuzuki plutôt sombre - Chapitre 23 : Festival d'été - Chapitre 24 : Je veux que tu viennes avec moi - Chapitre 25 : La faire attendre toute seule - Chapitre 26 : Dans la chambre de ma sœur - Chapitre 27 : Le vrai visage de Rin - Chapitre 28 : Le sourire froid et la rage - Bonus : L'habitant du lac                                                                                |                   |                   |                   |                   |
| 4 | 17 avril 2009     | 978-4-06-384127-5 | 7 septembre 2011  | 978-2-8116-0526-1 |
| Liste des chapitres : - Chapitre 29 : Qu'est-ce qu'une famille ? - Chapitre 30 : Je rentre à la maison - Chapitre 31 : Les sœurs Eba - Chapitre 32 : La fin du premier trimestre - Chapitre 33 : L'été, tous les deux à la mer - Chapitre 34 : Les retrouvailles avec Rin - Chapitre 35 : Je t'encourage... - Chapitre 36 : Surprise X 2 - Chapitre 37 : Ce que je lui ai caché... - Chapitre 38 : Je lui dirai directement |                   |                   |                   |                   |
| 5 | 17 juin 2009      | 978-4-06-384151-0 | 16 novembre 2011  | 978-2-8116-0569-8 |
| Liste des chapitres : - Chapitre 39 : Comme c'est la dernière fois... - Chapitre 40 : La nuit du râteau - Chapitre 41 : Lendemain de larmes - Chapitre 42 : Bitter & Sweet - Chapitre 43 : La ville des anguilles - Chapitre 44 : Les orientations de chacun - Chapitre 45 : C'est bientôt la fête de l'école - Chapitre 46 : J'aime Yuzuki - Chapitre 47 : Trouvons un producteur de pommes - Chapitre 48 : L'ultime vérification |                   |                   |                   |                   |
| 6 | 17 septembre 2009 | 978-4-06-384189-3 | 1er février 2012  | 978-2-8116-0616-9 |
| Liste des chapitres : - Chapitre 49 : Ce que je ne pouvais pas te dire - Chapitre 50 : Pour qui ? - Chapitre 51 : Le chemin du retour - Chapitre 52 : Les lunettes de Kotoné - Chapitre 53 : Des étincelles - Chapitre 54 : Inflammation - Chapitre 55 : Invitation à la nuit de la kermesse - Chapitre 56 : La nuit de la kermesse - Nouvelle inédite : Yûna |                   |                   |                   |                   |
| 7 | 17 novembre 2009  | 978-4-06-384215-9 | 16 mai 2012       | 978-2-8116-0674-9 |
| Liste des chapitres : - Chapitre 57 : Si jamais... - Chapitre 58 : Une belle fleur - Chapitre 59 : Sortir avec Haruto... - Chapitre 60 : Malgré la distance... - Chapitre 61 : Mêlez-vous de vos affaires ! - Chapitre 62 : La destination du voyage scolaire - Chapitre 63 : La queue de la crevette - Chapitre 64 : Le goût du chef - Chapitre 65 : repas et potins d'amour - Spin-off : La ville où vit Rin |                   |                   |                   |                   |
| 8 | 17 février 2010   | 978-4-06-384251-7 | 16 août 2012      | 978-2-8116-0929-0 |
| Liste des chapitres : - Chapitre 66 : Le voyage scolaire - Chapitre 67 : Je suis le petit-ami de Nanami ! - Chapitre 68 : Silence radio - Chapitre 69 : C'est injuste de dire ça ! - Chapitre 70 : La souffrance d'une rupture - Chapitre 71 : Le retour de Nanami - Chapitre 72 : Brûlé d'amour... - Chapitre 73 : Les informations de Rin - Chapitre 74 : Après la déclaration - Chapitre 75 : Le message |                   |                   |                   |                   |
| 9 | 16 avril 2010     | 978-4-06-384284-5 | 14 novembre 2012  | 978-2-8116-0964-1 |
| Liste des chapitres : - Chapitre 76 : Pour lui courir après - Chapitre 77 : Accrochage - Chapitre 78 : Un oubli - Chapitre 78.5 : Bonus - The town where I came - Chapitre 79 : Avant l'adieu - Chapitre 80 : Pressentiment d'un nouvel amour - Chapitre 81 : Un dialecte étrange - Chapitre 82 : L'inquisiteur - Chapitre 83 : La table des péquenauds - Chapitre 84 : Un espoir tenace |                   |                   |                   |                   |
| 10 | 16 juillet 2010   | 978-4-06-384331-6 | 13 février 2013   | 978-2-8116-1098-2 |
| Liste des chapitres : - Chapitre 85 : Le billet de l'espoir - Chapitre 86 : Un fantôme ! - Chapitre 87 : Enfin ce dont il a rêvé... - Chapitre 88 : Envie de se décompresser - Chapitre 89 : Enchanté - Chapitre 90 : Ne m'a-t-elle pas tout dit ? - Chapitre 91 : Lui rendre la pareille - Chapitre 92 : Le fond de ma pensée - Chapitre 93 : Une bonne omelette japonaise - Chapitre 94 : La ruse du bœuf Stroganov |                   |                   |                   |                   |
| 11 | 15 octobre 2010   | 978-4-06-384383-5 | 15 mai 2013       | 978-2-8116-1052-4 |
| Liste des chapitres : - Chapitre 95 : Quand j'y pense - Chapitre 96 : La source de la colère - Chapitre 97 : Opération "pêches aux sirop" - Chapitre 98 : Sans handicap - Chapitre 99 : Je compte sur toi... - Chapitre 100 : Le souhait - Chapitre 101 : L'endroit le plus élevé de la ville - Chapitre 102 : Qui l'a cramé ? - Chapitre 103 : La neige de Hiroshima - Chapitre 104 : Je ne fais pas le poids face à elle |                   |                   |                   |                   |
| 12 | 17 janvier 2011   | 978-4-06-384429-0 | 21 août 2013      | 978-2-8116-1213-9 |
| Liste des chapitres : - Chapitre 105 : Les regrets - Chapitre 106 : Il ne reste plus qu'à aller de l'avant - Chapitre 107 : Cette fois, ne la lâche surtout pas - Chapitre 108 : S'embrasser - Chapitre 109 : L'annonce - Chapitre 110 : La vie sur le campus - Chapitre 111 : Le pot de bienvenue - Chapitre 112 : Remerciements avec le corps - Chapitre 113 : Collecte d'informations - Chapitre 114 : À quoi penses-tu maintenant ? |                   |                   |                   |                   |
| 13 | 15 avril 2011     | 978-4-06-384476-4 | 13 novembre 2013  | 978-2-8116-1289-4 |
| Liste des chapitres : - Chapitre 115 : Interrogatoire au café Amami - Chapitre 116 : Drôle de rendez-vous galant - Chapitre 117 : N'est-ce pas ? - Chapitre 118 : J'ai déjà une copine ! - Chapitre 119 : Le soir des retrouvailles - Chapitre 120 : Plus que je ne le crois... - Chapitre 121 : S'entrevoir au magasin "Destiny" - Chapitre 122 : Le retour de la trouble-fête ! - Chapitre 123 : Remontage de bretelles - Chapitre 124 : Le défi de Rin                                                                                                 |                   |                   |                   |                   |
| 14 | 15 juillet 2011   | 978-4-06-384520-4 | 5 février 2014    | 978-2-8116-1364-8 |
| Liste des chapitres : - Chapitre 125 : Un rendez-vous galant ? - Chapitre 126 : Un sourire merveilleux - Chapitre 127 : Les deux porte-clés - Chapitre 128 : Où est mon cahier ? - Chapitre 129 : Le plan pour les vacances d'été - Chapitre 130 : Aller de l'avant - Chapitre 131 : Pas à pas - Chapitre 132 : Ce que les autres pensent de Yuzuki - Chapitre 133 : Plus que son ex-petit ami - Chapitre 134 : La suite de la conversation |                   |                   |                   |                   |
| 15 | 17 octobre 2011   | 978-4-06-384567-9 | 14 mai 2014       | 978-2-8116-1442-3 |
| Liste des chapitres : - Chapitre 135 : Les deux délaissés - Chapitre 136 : La quatrième fois - Chapitre 137 : Je t'aime ! - Chapitre 138 : Menteur ! - Chapitre 139 : Faire un choix - Chapitre 140 : Déclaration - Chapitre 141 : La décision de chacun - Chapitre 142 : Les conseils - Chapitre 143 : En tant que petite amie - Chapitre 144 : Le premier pas |                   |                   |                   |                   |
| 16 | 16 décembre 2011  | 978-4-06-384601-0 | 17 septembre 2014 | 978-2-8116-1528-4 |
| Liste des chapitres : - Chapitre 145 : Purikura - Chapitre 146 : Le jour du départ - Chapitre 147 : Poème de l'amour - Chapitre 148 : Sa voisin est... ?! - Chapitre 149 : La surprise du maillot de bain - Chapitre 150 : Rendez-vous à la piscine - Chapitre 151 : Retourner à la piscine ?! - Chapitre 152 : Vers un malentendu - Chapitre 153 : Mutation ?! - Chapitre 154 : Aide au déménagement |                   |                   |                   |                   |
| 17 | 16 mars 2012      | 978-4-06-384644-7 | 7 janvier 2015    | 978-2-8116-1723-3 |
| Extra : Au Japon, le tome 17 (ISBN 978-4-06-358371-7) est sorti en édition limitée contenant un épisode OAV.Liste des chapitres : - Chapitre 155 : Soirée DVD - Chapitre 156 : Qui est le visiteur ?! - Chapitre 157 : Le souhait de son père - Chapitre 158 : À Nagoya - Chapitre 159 : Déclaration de guerre ! - Chapitre 160 : La décision - Chapitre 161 : Le premier baiser ?! - Chapitre 162 : Vivre à deux - Chapitre 163 : Le passé de son père - Chapitre 164 : La lettre                                                                        |                   |                   |                   |                   |
| 18 | 15 juin 2012      | 978-4-06-384689-8 | 20 mai 2015       | 978-2-8116-1868-1 |
| Extra : Au Japon, le tome 18 (ISBN 978-4-06-358372-4) est sorti en édition limitée contenant un épisode OAV.Liste des chapitres : - Chapitre 165 : Un cadeau surprenant - Chapitre 166 : Des retrouvailles inattendues - Chapitre 167 : Rassemblement - Chapitre 168 : L'incident de la culotte ?! - Chapitre 169 : La visite de la tombe - Chapitre 170 : À Kyôsuke - Chapitre 171 : Farce ou friandise ? - Chapitre 172 : La veille de leur départ - Chapitre 173 : L'aveu de Nanami - Chapitre 174 : Les fleurs de glace - Chapitre spécial : "Suzuka" |                   |                   |                   |                   |
| 19 | 17 août 2012      | 978-4-06-384720-8 | 16 septembre 2015 | 978-2-8116-2162-9 |
| Liste des chapitres : - Chapitre 175 : Quelque chose de très sucré ♥ - Chapitre 176 : EP ?! - Chapitre 177 : Petite rivale ?! - Chapitre 178 : Un adultère autorisé ?! - Chapitre 179 : Le mal de la ville - Chapitre 180 : Le club - Chapitre 181 : Camping - Chapitre 182 : Échec total ! - Chapitre 183 : Avançons pas à pas ! - Chapitre 184 : Haruto, président du club |                   |                   |                   |                   |
| 20 | 16 novembre 2012  | 978-4-06-384767-3 | 20 janvier 2016   |                   |
| Liste des chapitres : - Chapitre 185 : Le hanami - Chapitre 186 : Je vais rentrer - Chapitre 187 : Au revoir - Chapitre 188 : Partons en voyage ! - Chapitre 189 : Soyons actifs ! - Chapitre 190 : Tu n'as pas changé ! - Chapitre 191 : Je ne suis pas seul - Chapitre 192 : C'est quoi, ton problème ?! - Chapitre 193 : Ne me touche pas ! - Chapitre 194 : C'est seulement ici... |                   |                   |                   |                   |
| 21 | 17 janvier 2013   | 978-4-06-384797-0 | 15 juin 2016      |                   |
| Liste des chapitres : - Chapitre 195 : La soirée margose - Chapitre 196 : Je rentre à la maison - Chapitre 197 : À demain - Chapitre 198 : Les raisons d'un homme - Chapitre 199 : La revanche - Chapitre 200 : Au-delà d'un simple "je t'aime" - Chapitre 201 : Redémarrage - Chapitre 202 : "Mon chez-moi" - Chapitre 203 : Jeu de société - Chapitre bonus 1 : Des jouets pour adulte - Chapitre bonus 2 : La peau qui pèle ?! |                   |                   |                   |                   |
| 22 | 15 mars 2013      | 978-4-06-384837-3 | 21 septembre 2016 |                   |
| Liste des chapitres : - Chapitre 204 : Les retrouvailles - Chapitre 205 : Une ambiance électrique - Chapitre 206 : La réponse à la déclaration - Chapitre 207 : À la découverte de sa vraie nature - Chapitre 208 : La vérité sur son amour à sens unique - Chapitre 209 : Son amour est-il sérieux ? - Chapitre 210 : L'aider à poursuivre son rêve - Chapitre 211 : Un moment inoubliable - Chapitre 212 : La cérémonie de la majorité - Chapitre 213 : Président du club                                                                               |                   |                   |                   |                   |
| 23 | 17 juin 2013      | 978-4-06-384878-6 | 21 janvier 2017   |                   |
| Liste des chapitres : - Chapitre 214 : Grand frère ! - Chapitre 215 : Bon conducteur ?! - Chapitre 216 : Leadership - Chapitre 217 : Bain mixte ?! - Chapitre 218 : Mise à jour des souvenirs - Chapitre 219 : Les vraies intentions d'Akari - Chapitre 220 : C'est naze ! - Chapitre 221 : Je ne pleurerai pas ! - Chapitre 222 : La décision - Bonus : La journée de Rin |                   |                   |                   |                   |
| 24 | 16 août 2013      | 978-4-06-394912-4 | 17 mai 2017       |                   |
| Liste des chapitres : - Chapitre 223 : La pagaille - Chapitre 224 : Imprévu - Chapitre 225 : Répétition - Chapitre 226 : Prolongation ?! - Chapitre 227 : Le chat n'y est pour rien ! - Chapitre 228 : Bernard-l'hermite - Chapitre 229 : Au revoir ?! - Chapitre 230 : Le retour de la rivale - Chapitre 231 : Coussin péteur - Chapitre 232 : Vivre de sa passion |                   |                   |                   |                   |
| 25 | 15 novembre 2013  | 978-4-06-394965-0 | 20 septembre 2017 |                   |
| Liste des chapitres : - Chapitre 233 : Le secret des cris ♥ - Chapitre 234 : L'ennui sexuel ?! - Chapitre 235 : Décision à la tokyoïte - Chapitre 236 : La raison de la dispute - Chapitre 237 : Le salon des entreprises - Chapitre 238 : Coûte que coûte ! - Chapitre 239 : Quel menteur ! - Chapitre 240 : Le déclencheur - Chapitre 241 : Le poids de l'attente - Chapitre 242 : Le sourire ! - Chapitre bonus : Farces ou friandises |                   |                   |                   |                   |
| 26 | 17 janvier 2014   | 978-4-06-394995-7 | 17 janvier 2018   |                   |
| Extra : Au Japon, le tome 26 (ISBN 978-4-06-358481-3) est sorti en édition limitée contenant un épisode OAV.Liste des chapitres : - Chapitre 243 : Première apparition ! - Chapitre 244 : Aller de l'avant ! - Chapitre 245 : Pour toujours - Chapitre 246 : Leur distance - Chapitre 247 : Trois ans et demi - Chapitre 248 : Un meilleur produit - Chapitre 249 : Son objectif ? - Chapitre 250 : La raison de son amour - Chapitre 251 : La raison de son amour ! - Chapitre 252 : Relation longue distance                                            |                   |                   |                   |                   |
| 27 | 17 mars 2014      | 978-4-06-395029-8 | 23 mai 2018       |                   |
| Extra : Au Japon, le tome 27 (ISBN 978-4-06-358482-0) est sorti en édition limitée contenant un épisode OAV.Liste des chapitres : - Chapitre 253 : Le secret de la réussite - Chapitre 254 : La période des décisions - Chapitre 255 : Qu'est-ce qu'on fait ? - Chapitre 256 : La réponse - Chapitre 257 : Le travail - Chapitre 258 : Combattez ! - Chapitre 259 : Indépendant - Chapitre 260 : Les cerisiers en fleurs - Chapitre 261 : La floraison |                   |                   |                   |                   |

## Anime

### OAV
Quatre OAV ont été produits par le studio Tatsunoko Production. Le premier est sorti avec l'édition limitée du tome 17 le 16 mars 2012, et le deuxième avec l'édition limitée du tome 18 le 15 juin 2012. Le troisième adaptant un chapitre du tome 9 est sorti le 17 janvier 2014 avec l'édition limitée du tome 26. Le dernier adaptant la fin du manga est sorti le 17 mars 2014 avec le dernier volume du manga.

### Série télévisée
Une adaptation en série télévisée d'animation, réalisée par le studio Gonzo, a été diffusée de juillet à septembre 2013,.

#### Liste des épisodes
| No | Titre français                  | Titre japonais     | Titre japonais     | Date de 1re diffusion |
| No | Titre français                  | Kanji              | Rōmaji             | Date de 1re diffusion |
| -- | ------------------------------- | ------------------ | ------------------ | --------------------- |
| 01 | Poursuite                       | 追いかけて         | Oikakete           | 13 juillet 2013       |
| 02 | Quand les cerisiers fleurissent | 桜の咲く頃         | Sakura no Sakukoro | 20 juillet 2013       |
| 03 | Un baiser inattendu             | 突然、バタンチュー | Totsuzen, Batanchū | 27 juillet 2013       |
| 04 | Enchanté                        | あいさつ           | Aisatsu            | 3 août 2013           |
| 05 | Déclaration de guerre           | 宣戦布告。         | Sensenfukoku       | 10 août 2013          |
| 06 | Mes vrais sentiments...         | オレの本心。       | Ore no Honshin     | 17 août 2013          |
| 07 | Vœu                             | ねがい。           | Negai              | 24 août 2013          |
| 08 | À la veille de la réunion       | 再会の夜に         | Saikai no Yoru ni  | 31 août 2013          |
| 09 | Est-ce un rendez-vous ?         | デートするか。     | Dēto suru ka       | 7 septembre 2013      |
| 10 | De magnifiques fleurs           | キレイな花         | Kireina Hana       | 14 septembre 2013     |
| 11 | Confessions                     | 告白。             | Kokuhaku           | 21 septembre 2013     |
| 12 | A town where you live           | 君のいる町         | Kimi no Iru Machi  | 28 septembre 2013     |